# Mimela xanthorrhoea
Mimela xanthorrhoea är en skalbaggsart som beskrevs av Ohaus 1902. Mimela xanthorrhoea ingår i släktet Mimela och familjen Rutelidae. Inga underarter finns listade i Catalogue of Life.